# مقاطعة أوهرسكه هراديشتيه
مقاطعة أوهرسكه هراديشتيه (بالتشيكية: Okres Uherské Hradiště)‏ هي مقاطعة (أوكريس) في إقليم زلين في جمهورية التشيك.
عاصمة هذه المقاطعة هي أوهرسكه هراديشتيه.

## اقرأ أيضاً
- مقاطعات جمهورية التشيك